# 松木河组
松木河组是位于中国黑龙江桦南县一带的上白垩世地层，1960年由徐衍强命名。该地层以酸性熔岩（上部，称为敖其段），灰、绿灰、紫灰、黑色中性熔岩（下部，称为西格木段）为主，间夹中酸性熔岩、火山碎屑岩（上部），火山碎屑岩、中基性至中酸性熔岩（下部）。